# Lucernaböde
A lucernaböde (Subcoccinella vigintiquatuorpunctata) viszonylag kis testméretű, átlagosan 3-4 mm testnagyságú, a katicabogár-félék családjának (Coccinellidae) a bödeformák (Epilachninae) alcsaládjába tartozó, növényevő bogárfaj. Hazánkban a harlekinkatica (Harmonia axyridis) felbukkanása előtt az egyetlen olyan katicabogárféle volt, amelyet kártevőként tartottak számon, tekintettel arra, hogy a faj lárvája és imágója is a pillangósvirágú kultúrnövények fogyasztója.

## Leírása
Az imágók kis termetű, majdnem félgömb alakú, 3-4 milliméter nagyságú bogarak, szélességük és hosszúságuk közel azonos. Hasi oldaluk lapos, háti oldaluk erősen domború. Fejük fekete, csápjaik 11 rövidke ízből állnak, melyekből az utolsó három megvastagodva bunkó alakot képez. Szárnyfedőik, torpajzsuk és lábaik is sötétsárga, mustárszínű, narancssárga vagy vöröses alapszínűek; a szárnyfedőkőn többnyire 12-12 (vagy 11-11), a torpajzson pedig további 0-3 fekete pötty található.
A többi katicabogárféléhez hasonlóan a lucernaböde megjelenése is nagyfokú változatosságot mutat, így előfordulnak olyan variánsai is, ahol a foltok egy része, vagy akár mindegyike összenőtt – ennélfogva előfordulnak szinte teljesen fekete példányai is –, de találkozhatunk olyan egyedekkel is, amelyeken a pöttyök egy része, vagy akár mindegyike hiányzik.
A lárvák kénsárga színűek, apró fekete pöttyökkel; feje barnás. Fejlődése során háromszor vedlik, a legfejlettebb, L4-es stádiumú lárvák mérete elérheti az 5 millimétert is. A bábok sárga színűek, potrohrészüknél levelekre tapadva, fejjel lefelé fejlődnek ki.

## Elterjedése
Európában, Kis-Ázsiában és Észak-Afrikában általánosan elterjedt. A Kárpát-medencében és az attól délebbre fekvő, mediterrán területeken esetenként jelentős kártevő, ennél északabbra ritkán okoz mezőgazdasági kárt. Kártétele hazánkban sem egyforma, leginkább az Alföld szárazabb, melegebb vidékein, valamint a Mátra és a Bükk-vidék déli peremvidékein lehet számítani jelentősebb kártételére.

## Életmódja, kártétele
A lárva és az imágó is a lucerna és más – főként pillangósvirágú – növények leveleit hámozgatja. Hazánkban igazolt tápnövényei közé tartozik még a vöröshere, a baltacim, a cukor-, illetve a takarmányrépa, a kerti szegfű, a homoki fátyolvirág és a burgonya. Szakirodalmi adatok szerint előfordul takarmánybükkönyön és dálián, továbbá a keserűfűfélék és a szegfűfélék több más faján is.
A bogár kifejlett állapotban telel át, tarlómaradványok közt, és 10 C° feletti léghőmérséklet esetén jön elő. Lárvái 4-5 hét alatt fejlődnek ki, kezdetben csoportosan hámozgatnak, később szétszóródnak. Az idősebb lárvák különösen falánkak. Kifejlődésük számára elsősorban a száraz, meleg időjárás és a gyors kitavaszodás kedvező.
Az általa okozott kárkép jellegzetes, rágásai nyomán sávokban eltűnik a levél alapszövete, és csak az egyik oldali (általában a fonáki) bőrszövet marad meg. Ahol tömegesen fordul elő, ott a lucerna állománya kopottá és szürkés színűvé válik. Jelentős kártétele esetén a betakarítható széna mennyisége akár 40-60 százalékkal is csökkenhet, emellett a bimbók és virágok megrágásával a magtermesztésben is komoly károkat okozhat. Hazánkban a borsózsizsik, a lóhere cickányormányos és a vincellérbogár mellett a pillangósok legjelentősebb bogárkártevőjének számít.

## Védekezés
Kora tavasszal, amint az időjárás kedvezőnek mutatkozik a faj élettevékenysége számára, kvadrát módszerű felmérést kell végezni a területen. Amennyiben egy négyzetméteren 10-12 imágónál több található, akkor jelentős kártételre lehet számítani. A védekezéshez a vegyszeres és agrotechnikai védekezési módszereket kombinálni kell, de feltétlenül méhkímélő technológiákra van szükség. Fontos megfelelő távolságot tartani más, főleg idősebb pillangós ültetvényektől, illetve lényeges a védendő terület közelében a vad lucernaállományok irtása is.
Természetes ellensége kevés van, szakirodalmi adatok szerint néhány lárva- és bábparazita, például a Chalcididae családba tartozó Tetrastychus jablonowskii és Tetrastychus epilachnae tartozik ide, illetve megfigyelték egy Larvaevoridae családba tartozó imágóparazita fürkészlégy előfordulását is lucernabödén, mint gazdaállaton.